# おとなの防具屋さん
『おとなの防具屋さん』（おとなのぼうぐやさん）は、斐宮ふみによる漫画作品。ウェブコミック配信サイト『GANMA!』（コミックスマート）にて2017年9月15日より月一金曜日更新で配信中。
セクシー系の防具を販売する防具屋の店主、および女性店員と、とある青年の日常を描く。

## あらすじ
出稼ぎのために故郷から町に来た求職中の青年・カウツが、店員募集の張り紙が張られた防具屋をのぞき込むと、そこには何やら怪しげな行いをしている男女2人・ナーデンとリリエッタがいた。2人の話から店が倒産寸前であることや、帳簿から金銭管理があまりにもずさんであることを知ったカウツは、店を立て直すために店員として協力することになる。

## 登場人物

### 主要人物
カウツ
声 - 石井マーク
職業 - 求職中 → 店員
この物語の主人公。19歳。
ルボンの村出身。倒産寸前の防具屋の立て直しに協力することになる。特に何かしらの特別な能力をもっていないため非力であることをカウツ自身が日々痛感しているが、優秀であるはずのリリエッタやナーデンが才能の偏りが凄まじいので特に問題はない。
アニメ版では大量のスライムから助けてくれたリリエッタに落とし物を届けるため防具屋に辿り着いた。当初は落とし物を通してリリエッタと接点をもちたい程度の認識だった。
リリエッタ
声 - 東山奈央
職業 - 看板娘
防具屋の看板娘。18歳。
ナーデンほどではないが損得勘定や一般常識については疎く、ナーデンの感性と目標を本心から尊敬している。エロ装備が基本的に過激であるとは感じているが、女性の武器であるセクシーさを活かした良質な製品として好意的に捉えている。実は凄まじい怪力の持ち主であり、ナーデンの用意した装備で力を押さえてもらっているが、それでもかなりの力である。
アニメ版では大量のスライムに襲われていたカウツを助けたことで彼と出逢う。
ナーデン
声 - 櫻井孝宏、M・A・O（少年）
職業 - 店主
防具屋の店主。29歳。
男性であるカウツでさえも素直に美青年と感じる美貌の持ち主。全ての女性冒険者にエロ装備を着てほしいと心の底から願っている純真な心の持ち主。類まれなエロ装備を用意するなど目利きに優れているが、損得勘定や一般常識が壊滅的なため倒産寸前状態に陥っている。食事に困ればエロ装備を見て食欲を満たすなど風変りな人物でもあるが、経営が厳しくてもリリエッタやカウツの生活を最優先するなど人格者としての一面もある。
アニメ版では幼少期は偉大な魔法使いを目指していた。
モクク
声 - 大森日雅、平林剛（吹き替え）
職業 - カワイイ
カウツが故郷の村にいた頃に懐かれ、それ以来一緒にいるラビッタ族。前掛けは他のラビッタと区別をするための目印。
フレアリカ
声 - 小松未可子
職業 - 剣士（ファイター）
防具屋の常連。20歳。
リリエッタと同じく巨乳の美少女。「超絶烈火のビューティブレイヴ」の異名を持ち、町では有名な剣士。装備に関しては機能性を優先し、ナーデンの用意したエロ装備を躊躇せず着こなしている。カウツが店員として働き始めて以降、誘惑しては初心な反応を楽しんでいる。
セラス
声 - 花守ゆみり
職業 - ルーンフェンサー
関所に勤めるエルフの兵士。人間換算では17歳前後だが、実年齢は110歳以上。
華奢な体格と麗しい顔立ちをしているが性別は男。ナーデンの馬鹿ぶりには呆れているが友人として大事にしている。
ミィナ
声 - 和氣あず未
職業 - 魔法使い（ウィザード）
防具屋の常連。これでも20歳。
「絶対零度のエレガント・マッド」の二つ名を持つぺったん娘。エロ装備に対する考えはナーデンと意気投合するほど。
アニメ版では職業に「あぶない」が付いている。

### その他
弓子
声 - 森友莉世
防具屋に訪れた客。当初はエロ装備に懐疑的であったが、装着後は機能性の素晴らしさに気付いたらしく常時着こなしている。
おやっさん
カウツが故郷で世話になっていた人物。本名不明。
ノーティ
職業 - シーフ
防具屋に盗みに入りに来た少女。エロ装備は高値で売れるものという考えで、自分で装備したことはなかった。
ロミネス
フレアリカの姉。国王から依頼を受けるほどの腕前を持つ傭兵。彼氏持ち。
シルエラ
ナーデンに惚れていた少女。
ニムロド
防具職人。カウツ以上に初心な鼻血体質。
アルディナ
ビキニアーマーの女戦士。ナーデンがエロ装備に夢中になった原因。
ラウシュ
女性を虜にする謎の美形。
イリス
彼氏のために頑張る眼鏡っ娘。
カルド
イリスの彼氏。おっぱい星人。
デゼルト
可愛いもの好きのオネエ。
レイ
ミィナの許嫁。エロ装備が嫌い。
ソルシエール
魔女。

### アニメオリジナルキャラクター
ローズ・ローエ
声 - たかはし智秋
職業 - セクシーナイト
まだ幼かったころのナーデンの師匠。「マスター・ローエ」の異名に恥じないセクシーさを誇る。92-56-90。
あるものを探す旅の途中で堅物だった頃の幼きナーデンと出逢う。真面目一辺倒だったナーデンにセクシーさの大切さを教えた後、ある日を境に消えてしまったとされている。
2期で登場したときには以前とは全く雰囲気が変わっていた。
魔王
声 - えなこ
職業 - 魔王
見た目は角が生えた幼い少女だが魔王の名に恥じぬ魔力の持ち主。語尾に「ナリ」とつけて話す。
ナーデンに奪われたものを取り返すために彼を探していた。
エミナ
声 - 小倉唯
アニメ『裏面』にて登場。
マモリ
声 - 降幡愛
喋る防具。
もこりん
声 - 森友莉世
映画の精霊。
ルルエッタ
声 - 竹本くるみ
リリエッタのそっくりさん。
ヌーデン
声 - 神志那結衣
ナーデンのそっくりさん。途中から名前がヌードンに変わった。
モククサ
声 - 神志那結衣
？？？
カウコ
声 - 田島芽瑠
カウツのそっくりさん。
首領モキュキュ
声 - 田中美久
モククのそっくり。
ナミィ
声 - 田島芽瑠
職業 -魔法侍
ミィナのそっくりさん。
真・健全さん
声 - 水田わさび
あるものを手に入れるためにローエに化けていた。

## 書誌情報
- 斐宮ふみ 『おとなの防具屋さん』 アース・スター エンターテイメント〈アース・スターコミックス〉全4巻
  1. 2018年11月12日発売、ISBN 978-4-8030-1246-0
  2. 2019年12月12日発売、ISBN 978-4-8030-1367-2
  3. 2021年1月12日発売、ISBN 978-4-8030-1481-5
  4. 2022年7月12日発売、ISBN 978-4-8030-1663-5

## テレビアニメ
2018年10月から12月まで第1期がTOKYO MXほかにて放送された。『GANMA!』アプリではテレビ放送に先行して配信。予告ナレーションはえなこ。
2019年3月6日より、dアニメストアにて、新作エピソード『おとなの防具屋さん（裏面）』を配信中。全3話。『GANMA!』の漫画作品『リセット・ゲーム』『外れたみんなの頭のネジ』『でびるち』のキャラクターも出演している。
2021年1月から3月まで第2期『おとなの防具屋さんII』が放送された。
ラグジュアリー版ではHKT48のメンバー4名（神志那結衣、竹本くるみ、田島芽瑠、田中美久）が『映画の防具屋さん』の声優として参加すると同時に、オーディオコメンタリーとして参加している。

### スタッフ
|                                                        | 第1期            | 裏面                                   | 第2期                              |
| ------------------------------------------------------ | ---------------- | -------------------------------------- | ---------------------------------- |
| 原作                                                   | 斐宮ふみ         | 斐宮ふみ                               | 斐宮ふみ                           |
| 監督                                                   | 山元隼一         | 山元隼一                               | 山元隼一                           |
| シリーズ構成                                           | どめし、山元隼一 | どめし、山元隼一                       | どめし、山元隼一                   |
| 脚本                                                   | どめし           | どめし                                 | 山元隼一                           |
| キャラクターデザイン                                   | 岩永浩輔         | 岩永浩輔                               | 安蘭角氏                           |
| ゲームキャラデザイン（第1期） ドットデザイナー（裏面） | きゃしー         | きゃしー                               |                                    |
| 美術監督                                               | 有馬ちなつ       | 出村有利                               | 福本剛                             |
| 背景美術                                               | 出村有利         | 石川高廣、川原友莉子                   |                                    |
| 色彩設計                                               | 宮脇裕美         | 宮脇裕美                               | 宮脇裕美                           |
| 特殊効果                                               | 石川高廣         | WAKKO                                  |                                    |
| 撮影監督                                               | 今泉秀樹         | 今泉秀樹                               | 今泉秀樹                           |
| 編集                                                   | IMAGICA Lab.     | 小口理菜                               | IMAGICA Lab.                       |
| 音響監督                                               | 長崎行男         | 長崎行男                               | 長崎行男                           |
| 音響制作                                               | エスターセブン   | エスターセブン                         | 8million                           |
| 音楽                                                   | 井内啓二         | 井内啓二                               | 井内啓二                           |
| 音楽制作                                               | イマジン         | イマジン                               | イマジン                           |
| 音楽プロデューサー                                     | 福原慶匡、當眞一 | 福原慶匡、當眞一                       | 福原慶匡、當眞一                   |
| クリエイティブプロデューサー                           | 福留俊           | 福留俊                                 | 福留俊                             |
| チーフプロデューサー                                   | 岩澤朋也         | 岩澤朋也                               | 岩澤朋也                           |
| アニメーションプロデューサー                           | 加納秀紀         | 加納秀紀                               |                                    |
| アニメーション制作                                     | IMAGICA Lab.     | IMAGICA Lab.                           | IMAGICA Lab.                       |
| 製作                                                   | コミックスマート | コミックスマート、ドコモ・アニメストア | 「おとなの防具屋さんII」製作委員会 |

### 各話リスト
| 話数  | サブタイトル                       | 脚本     | 絵コンテ | 演出            | 作画監督            | 初放送日               |       |       |       |       |       |       |       |       |       |       |       |       |       |       |       |       |       |       |
| 第1期 | 第1期                              | 第1期    | 第1期    | 第1期           | 第1期               | 第1期                  | 第1期 | 第1期 | 第1期 | 第1期 | 第1期 | 第1期 | 第1期 | 第1期 | 第1期 | 第1期 | 第1期 | 第1期 | 第1期 | 第1期 | 第1期 | 第1期 | 第1期 | 第1期 |
| ----- | ---------------------------------- | -------- | -------- | --------------- | ------------------- | ---------------------- | ----- | ----- | ----- | ----- | ----- | ----- | ----- | ----- | ----- | ----- | ----- | ----- | ----- | ----- | ----- | ----- | ----- | ----- |
| #01   | 防具屋の鍵貸します                 | どめし   | 山元隼一 | 佐藤真人        | 宍戸久美子          | 2018年 10月9日         |       |       |       |       |       |       |       |       |       |       |       |       |       |       |       |       |       |       |
| #02   | ライフ・イズ・防具フル             | どめし   | 山元隼一 | 佐藤真人        | 宍戸久美子          | 10月16日               |       |       |       |       |       |       |       |       |       |       |       |       |       |       |       |       |       |       |
| #03   | 君の防具を食べたい                 | どめし   | 山元隼一 | 佐藤真人        | 宍戸久美子          | 10月23日               |       |       |       |       |       |       |       |       |       |       |       |       |       |       |       |       |       |       |
| #04   | ニュー防具屋パラダイス             | どめし   | 山元隼一 | 佐藤真人        | 宍戸久美子          | 10月30日               |       |       |       |       |       |       |       |       |       |       |       |       |       |       |       |       |       |       |
| #05   | 防具屋さんで朝食を                 | どめし   | 山元隼一 | 佐藤真人        | いずみひろよ        | 11月6日                |       |       |       |       |       |       |       |       |       |       |       |       |       |       |       |       |       |       |
| #06   | オールユーニードイズ防具           | どめし   | 山元隼一 | 佐藤真人        | いずみひろよ        | 11月13日               |       |       |       |       |       |       |       |       |       |       |       |       |       |       |       |       |       |       |
| #07   | スターボーグ                       | どめし   | 山元隼一 | 佐藤真人        | 宍戸久美子          | 11月20日               |       |       |       |       |       |       |       |       |       |       |       |       |       |       |       |       |       |       |
| #08   | パイレーツオブ防具屋さん           | どめし   | 山元隼一 | 佐藤真人        | 宍戸久美子          | 11月27日               |       |       |       |       |       |       |       |       |       |       |       |       |       |       |       |       |       |       |
| #09   | コンスタンティンティ               | どめし   | 山元隼一 | 佐藤真人        | 宍戸久美子          | 12月4日                |       |       |       |       |       |       |       |       |       |       |       |       |       |       |       |       |       |       |
| #10   | となりのモクク                     | どめし   | 山元隼一 | 佐藤真人        | 宍戸久美子          | 12月11日               |       |       |       |       |       |       |       |       |       |       |       |       |       |       |       |       |       |       |
| #11   | ロードオブザウィング               | どめし   | 山元隼一 | 佐藤真人        | 岩永浩輔            | 12月18日               |       |       |       |       |       |       |       |       |       |       |       |       |       |       |       |       |       |       |
| #12   | おとなの防具屋さん                 | どめし   | 山元隼一 | 佐藤真人 どめし | 岩永浩輔 宍戸久美子 | 12月25日               |       |       |       |       |       |       |       |       |       |       |       |       |       |       |       |       |       |       |
| 裏面  |                                    |          |          |                 |                     |                        |       |       |       |       |       |       |       |       |       |       |       |       |       |       |       |       |       |       |
| 裏1   | 裸のめがねを持つ男                 | どめし   | 山元隼一 | おかだとものり  | 岩永浩輔            | 2019年 3月6日 (配信日) |       |       |       |       |       |       |       |       |       |       |       |       |       |       |       |       |       |       |
| 裏2   | 風と防具と共に去りぬ               | どめし   | 山元隼一 | おかだとものり  | 岩永浩輔            | 2019年 3月6日 (配信日) |       |       |       |       |       |       |       |       |       |       |       |       |       |       |       |       |       |       |
| 裏3   | 防具狂の詩                         | どめし   | 山元隼一 | おかだとものり  | 岩永浩輔            | 2019年 3月6日 (配信日) |       |       |       |       |       |       |       |       |       |       |       |       |       |       |       |       |       |       |
| 第2期 |                                    |          |          |                 |                     |                        |       |       |       |       |       |       |       |       |       |       |       |       |       |       |       |       |       |       |
| #01   | 防具物語                           | 山元隼一 | 山元隼一 | 佐藤真人        | 宍戸久美子          | 2021年 1月9日          |       |       |       |       |       |       |       |       |       |       |       |       |       |       |       |       |       |       |
| #02   | 防具の魔法使い                     | 山元隼一 | 山元隼一 | 佐藤真人        | 宍戸久美子          | 1月16日                |       |       |       |       |       |       |       |       |       |       |       |       |       |       |       |       |       |       |
| #03   | 防具転生                           | 山元隼一 | 山元隼一 | 佐藤真人        | 宍戸久美子          | 1月23日                |       |       |       |       |       |       |       |       |       |       |       |       |       |       |       |       |       |       |
| #04   | フレアリカビューティー             | 山元隼一 | 山元隼一 | 佐藤真人        | 宍戸久美子          | 1月30日                |       |       |       |       |       |       |       |       |       |       |       |       |       |       |       |       |       |       |
| #05   | ボーグワイズシャット               | 山元隼一 | 山元隼一 | 佐藤真人        | 宍戸久美子          | 2月6日                 |       |       |       |       |       |       |       |       |       |       |       |       |       |       |       |       |       |       |
| #06   | パラサイト 借りぐらしのモクク      | 山元隼一 | 山元隼一 | 佐藤真人        | 宍戸久美子          | 2月13日                |       |       |       |       |       |       |       |       |       |       |       |       |       |       |       |       |       |       |
| #07   | 華麗なる防具屋さん                 | 山元隼一 | 山元隼一 | 佐藤真人        | 宍戸久美子          | 2月20日                |       |       |       |       |       |       |       |       |       |       |       |       |       |       |       |       |       |       |
| #08   | 防具！防具！防具！胸いっぱいの愛を | 山元隼一 | 山元隼一 | 佐藤真人        | 宍戸久美子          | 2月27日                |       |       |       |       |       |       |       |       |       |       |       |       |       |       |       |       |       |       |
| #09   | アイアムボーグ                     | 山元隼一 | 山元隼一 | 佐藤真人        | 宍戸久美子          | 3月6日                 |       |       |       |       |       |       |       |       |       |       |       |       |       |       |       |       |       |       |
| #10   | トランスボーグ・ロストローエ       | 山元隼一 | 山元隼一 | 佐藤真人        | 宍戸久美子          | 3月13日                |       |       |       |       |       |       |       |       |       |       |       |       |       |       |       |       |       |       |
| #11   | サマータイムボーグブルース         | 山元隼一 | 山元隼一 | 佐藤真人        | 宍戸久美子          | 3月20日                |       |       |       |       |       |       |       |       |       |       |       |       |       |       |       |       |       |       |
| #12   | 時をかける防具屋さん               | 山元隼一 | 山元隼一 | 佐藤真人        | 宍戸久美子          | 3月27日                |       |       |       |       |       |       |       |       |       |       |       |       |       |       |       |       |       |       |

### 放送局
| 放送期間                  | 放送時間                     | 放送局   | 対象地域 | 備考                  |
| ------------------------- | ---------------------------- | -------- | -------- | --------------------- |
| 2018年10月9日 - 12月25日  | 火曜 1:25 - 1:30（月曜深夜） | TOKYO MX | 東京都   |                       |
| 2018年10月14日 - 12月30日 | 日曜 22:54 - 23:00           | BS11     | 日本全域 | BS放送 / 『ANIME+』枠 |

| 配信開始日    | 配信時間           | 配信サイト                                                                                     |
| ------------- | ------------------ | ---------------------------------------------------------------------------------------------- |
| 2018年10月9日 | 火曜 0:00 更新     | GANMA!                                                                                         |
|               | 火曜 23:25 - 23:30 | AbemaTV                                                                                        |
|               | 火曜 更新          | dアニメストア ビデオマーケット DMM.com music.jp J:COMオンデマンド ふらっと動画 TSUTAYA TV Gyao |

| 放送期間                | 放送時間                     | 放送局   | 対象地域 | 備考                      |
| ----------------------- | ---------------------------- | -------- | -------- | ------------------------- |
| 2021年1月9日 - 3月27日  | 土曜 1:00 - 1:05（金曜深夜） | TOKYO MX | 東京都   |                           |
| 2021年1月13日 - 3月31日 | 水曜 23:20 - 23:25           | AT-X     | 日本全域 | CS放送 / リピート放送あり |

| 配信開始日                                       | 配信時間                   | 配信サイト    |
| ------------------------------------------------ | -------------------------- | ------------- |
| 2021年1月2日                                     | 土曜 0:00（金曜深夜） 更新 | dアニメストア |
| そのほかの配信サービスでは2021年1月8日より配信。 |                            |               |